# Farrokhi
Abu 'Ali Farrokhi poeta della Pleiade Ghaznavide (c. 980 – 1037 o 1038) è stato un poeta persiano.
Farrokhi Sistani (in persiano: فرخی سیستانی‎), figlio di Julugh, nasce nel Sistan, poco dopo l'anno mille, suo padre è un dipendente del principe Khalaf, della casa dei Saffaridi.
Fin da giovane è dotato di una grande abilità nel comporre versi.
Farrokhi prende moglie (una schiava liberata della casa di Khalaf), le sue esigenze crescono e chiede al suo padrone che la rendita gli sia aumentata: non viene esaudito.
Decide di partire dal Sistan in cerca di miglior fortuna e, avendo sentito parlare del principe Abu 'l-Mozaffar Ahmad ben Mohammad Chaghani, si reca in Chaghaniyan, in Transoxiana.
Giunge alla sua corte mentre il principe è impegnato a sovraintendere alla marchiatura dei giovani puledri, e dunque ne incontra il luogotenente As'ad, uomo colto e amante della poesia, e gli legge una qaside che aveva composto prima di mettersi in viaggio.
Questi la trova ottima, ma vedendosi davanti questo giovane rozzo e malandato, dubita che il componimento sia suo e, per metterlo alla prova, lo invita ad accompagnarlo dal principe al daghgah (luogo dove avviene la marchiatura dei cavalli), gli descrive il posto e gli chiede di comporre una qaside adatta alla circostanza per farla leggere al sovrano.
Farrokhi passa la notte a comporre versi, e al mattino si presenta ad As'ad che lo conduce presso il principe, questi fa accomodare il poeta alla mensa.
Dopo un po', Farrokhi si alza e recita il componimento recato dal Sistan, il principe ne rimane compiaciuto; poi declama la qaside sul tema del daghgah e allora, stupefatto da tanta bravura, il principe si rivolge al poeta: "Hanno portato dei puledri dal Khotan, tutti quelli che riesci a catturare sono tuoi!" Farrokhi esce in mezzo alla mandria dei puledri, ma non riesce a catturarne nemmeno uno.Giungendo i puledri ad un edificio diroccato, vi si vanno a rifugiare.
Vi entra anche il poeta, e si stende a dormire dalla stanchezza.
Gli uomini di As'ad, quando arrivano, contano i puledri, che sono quarantadue, e vanno a riferirne al principe.
Il giorno dopo, all'alba, portano Farrokhi dal principe che si complimenta con lui e gli dona un cavallo, una tenda , tre cammelli, schiavi, tappeti .....
Così Farrokhi entra gloriosamente al servizio della corte di Chaghaniyan.
Questo dettagliato resoconto è preso dai Quattro Discorsi di Nezami 'Aruzi, e non possiamo ovviamente sapere, quanto di tutto ciò corrisponda a verità.
Dalla corte di Chaghaniyan giunge poi a quella di Ghazna, lodando Mahmud e poi i suoi successori.
Muore ancora giovane, probabilmente nel 1037.
Oltre ad un consistente canzoniere lirico-panegiristico di quasi novemila versi, di lui non ci resta altro.